# Bildatlas Kunst in der DDR
Der Bildatlas Kunst in der DDR ist eine Online-Datenbank der zwischen 1945 und 1990 in der SBZ und der DDR entstandenen Malerei. Dokumentiert werden mehr als 20.000 Werke in 165 Sammlungen, die sich in Museen, Unternehmen, Sonderdepots und privaten Einrichtungen befinden. Ergänzt wird die Datenbank durch eine umfangreiche Materialsammlung zu dieser kunsthistorischen Epoche.

## Verbundprojekt
Erarbeitet wurde der Bildatlas im Rahmen des Verbundprojekts „Bildatlas: Kunst in der DDR“, das vom 1. Mai 2009 bis zum 31. Oktober 2012 innerhalb des Programms „Übersetzungsfunktion der Geisteswissenschaften“ vom Bundesministerium für Bildung und Forschung gefördert wurde. Ziel des Forschungsprojekts war es, „20 Jahre nach dem Mauerfall und der anschließend emotional geführten Debatte über den Umgang mit dem künstlerischen Erbe der DDR“ die unterschiedlichen Sammlungs- und Depotbestände mit Malerei aus der DDR zu erfassen, mit Angaben zur Provenienz zu dokumentieren und exemplarisch auszuwerten.
Die heterogene Mischung aus musealen Eigenerwerbungen, staatlich finanzierten Ankäufen und kulturpolitisch intendierten „Übereignungen“ hatte bereits in der DDR zu lückenhaften Verzeichnissen geführt. Deshalb sollten auf der Basis von Archivrecherchen und Zeitzeugenbefragungen die „Wege der Bilder“ in die öffentlichen Sammlungen analysiert werden. Für eine künftige Erschließung und Nutzung der Werke sollten die Bestandsdaten der Museen und weiterer Sammlungen vernetzt werden. Während der Projektlaufzeit fanden mehrere Tagungen statt.
Projektpartner waren vier Institutionen:
- Technische Universität Dresden (Lehrstuhl für Soziologische Theorie, Theoriegeschichte und Kultursoziologie)
- Staatliche Kunstsammlungen Dresden (Galerie Neue Meister)
- Kunstarchiv Beeskow (ehemals „Sammlungs- und Dokumentationszentrum Kunst der DDR“)
- Zentrum für Zeithistorische Forschung Potsdam

Die internetbasierte Datenbank des Projekts macht die Forschungsergebnisse öffentlich zugänglich. Erfasst sind über 20.000 Werke, in einer Personendatenbank sind mehr als 2.500 in der SBZ/DDR tätige Künstlerinnen und Künstler aufgeführt. Aufgrund von Problemen mit Bildrechten konnte allerdings nur ein Teil der digitalisierten Werke online veröffentlicht werden.
Die Ausstellung Abschied von Ikarus. Bildwelten in der DDR – neu gesehen vom 19. Oktober 2012 bis 3. Februar 2013 im Neuen Museum Weimar war die Abschlusspräsentation des Verbundprojekts. In der von Paul Kaiser und Karl-Siegbert Rehberg zusammengestellten Ausstellung des Verbundprojekts und der Klassik Stiftung Weimar wurde die bislang umfangreichste Präsentation von DDR-Kunst realisiert und damit auch das Bild der Weimarer Ausstellung von 1999 revidiert.